# Hellmuth Mäder
Pour les articles homonymes, voir Mader.
Hellmuth Mäder (5 juillet 1908 à Rotterode - 12 mai 1984 à Constance) est un Generalmajor allemand qui a servi au sein de la Heer dans la Wehrmacht pendant la Seconde Guerre mondiale et un Generalleutnant dans la Bundeswehr d'après-guerre.
Il a été récipiendaire de la croix de chevalier de la croix de fer avec feuilles de chêne et glaives. La croix de chevalier de la croix de fer et ses grades supérieurs - les feuilles de chêne et glaives - sont attribués pour récompenser un acte d'une extrême bravoure sur le champ de bataille ou un commandement militaire avec succès.

## Biographie

### Carrière militaire
Originaire de Rotterode dans le Thuringe, Hellmuth Mäder rejoint l'armée en 1936, et en septembre 1939, il est  officier junior servant dans la 34. Infanterie-Division. Au printemps 1940, l'Oberleutnant Mäder commande la 14e Compagnie du 522e Régiment d'infanterie dans la nouvelle 297. Infanterie-Division, qui n'est pas déployée pendant la campagne de l'Ouest. En fin 1940, il est nommé commandant de la IIIe Bataillon du 522e Régiment d'infanterie, et sert à ce poste pendant la phase initiale de l'opération Barbarossa. Sa division combat sous les ordres du groupe d'armées Sud, et progresse sur Kiev et Rostov, et avec bravoure pendant l'action défensive de l'hiver 1941/1942. Hellmuth Mäder est récompensé par la  croix de chevalier de la croix de fer, le 3 avril 1942. En juillet 1942, il est promu major et prend le commandement du 522e Régiment d'infanterie, qui se distingue pendant l'avancée de la 6. Armee sur le Don, ainsi que les combats à Kharkiv, la Poche de Izyum et Voronej.
Promu au grade d'Oberstleutnant, Mäder conduit son régiment sur Stalingrad, où il est coupé avec le reste de la 6. Armée. Hellmuth Mäder conduit des groupes de combat de son régiment, ainsi que d'autres durant les combats défensifs de décembre 1942 à janvier 1943. Une grave blessure le conduit à être évacué par avion avant l'effondrement final de la 6. Armee à Stalingrad.
Tout en récupérant de ses blessures,  Mäder est mis dans la Führerreserve jusqu'au début de 1944. Promu au grade d'Oberst, il reçoit le commandement de l'Eingreifbrigade Narwa  et retourne dans la zone nord du front de l'Est. Là, il réussit à stopper un certain nombre d'attaques soviétiques localisées, avant être grièvement blessé une nouvelle fois. Cette fois, pendant le rétablissement de ses blessures, il est nommé commandant du Heeresgruppen Waffenschule Nord, une  formation d'entrainement armé. Lorsque les soviétiques lancent l'offensive d'été de 1944, il retourne sur le front, ayant une responsabilité pour l'organisation de la défense d'une jonction ferroviaire vitale à Šiauliai entre Königsberg et Riga. Il mène de lourdes attaques pendant deux jours, se retirant en toute sécurité et permet aux unités allemandes  de passer à travers les forces soviétiques. Il reçoit pour cette action les feuilles de chêne de sa croix de chevalier le 27 août 1944.
En automne 1944, Mäder sert brièvement comme commandant de la 7. Panzerdivision, nouvellement arrivée  sur le front nord russe. À la fin de 1944, il reçoit le commandement de la brigade Führer Begleit, un élément de la Panzerkorps Grossdeutschland. Grâce à elle, il dirige l'offensive des Ardennes, et au début de 1945, la brigade est élargie pour devenir la Führer Grenadier Division, avec Mäder promu Generalmajor aux commandes. La nouvelle division combat sur le front de l'Est près de Stettin, avant d'être forcée à se retirer au sud-ouest de la banlieue de Vienne. Pendant la bataille finale pour la capitale autrichienne, le Generalmajor Mäder se voit décerner les glaives à sa croix de chevalier le 18 avril 1945.
Bien que Mäder se soit rendu aux forces américaines, il est remis aux Soviétiques, qui le retiennent en captivité jusqu'en 1955.

### Bundeswehr
En 1956, Mäder rejoint la Bundeswehr, servant avec le grade de Brigadegeneral et commandant de la Infanterieschule Hammelburg. Sa  dernière promotion avant sa mise à la retraite a été Generalleutnant.
En 1974, il est arrêté et condamné à deux ans d'emprisonnement pour détournement d'argent dans sa position dans la Bundeswehr ainsi que les incohérences dans les rapports de dépenses. Une accusation qu'il a niée jusqu'à sa mort, le 12 mai 1984 à Constance.

## Décorations
- Croix de fer (1939)
  - 2e classe (juin 1941)
  - 1re classe (août 1941)
- Insigne des blessés (1939)
  - en argent
- Insigne de combat rapproché en bronze
- Insigne de combat d'infanterie en argent
- Croix de chevalier de la croix de fer avec feuilles de chêne et glaives
  - Croix de chevalier le 3 avril 1942 en tant que Major et commandant du III./Infanterie-Regiment 522[2]
  - 560e feuilles de chêne le 27 août 1944 en tant que Oberst et leader de la Lehr-Brigade Nord/Heeresgruppe Waffenschule Nord et dans le même temps commandant de combat de Schaulen[2]
  - 143e glaives le 18 avril 1945 en tant que Generalmajor et commandant de la Führer-Grenadier-Division[2]